# Берестя-Куявське
Бжесць-Куявський або Брест-Куявський (пол. Brześć Kujawski) — місто в центральній Польщі.
Належить до Влоцлавського повіту Куявсько-Поморського воєводства. Також — Берестя Куявське.

## Історія
- 14 століття—1793: центральне місто Берестейського воєводства Королівства Польського та Корони Польської Речі Посполитої.

## Демографія
Демографічна структура станом на 31 березня 2011 року:
|          | Загалом | Допрацездатний вік | Працездатний вік | Постпрацездатний вік |
| -------- | ------- | ------------------ | ---------------- | -------------------- |
| Чоловіки | 2256    | 443                | 1604             | 209                  |
| Жінки    | 2490    | 448                | 1466             | 576                  |
| Разом    | 4746    | 891                | 3070             | 785                  |

## Відомі люди
- Дерслав Конопка — бурґграф бжесць-куявський (згадка 1380), кам'янецький (подільський, 1402), червоногородський староста (замковий воєвода) 1404-05[4]

### Бжесць-Куявські воєводи
- Ян Опоровський, син Пйотра
- Ян Опоровський, син Яна